# Sant Silvestre de Villerac
Sant Silvestre de Villerac és l'església, antigament parroquial i ara sufragània de Sant Martí de Clarà, d'origen romànic del nucli de Villerac, de la comuna de Clarà i Villerac, a la comarca del Conflent, de la Catalunya del Nord.
Està situada en la part oriental del nucli vell de Villerac, al costat septentrional del cementiri local.

## Història

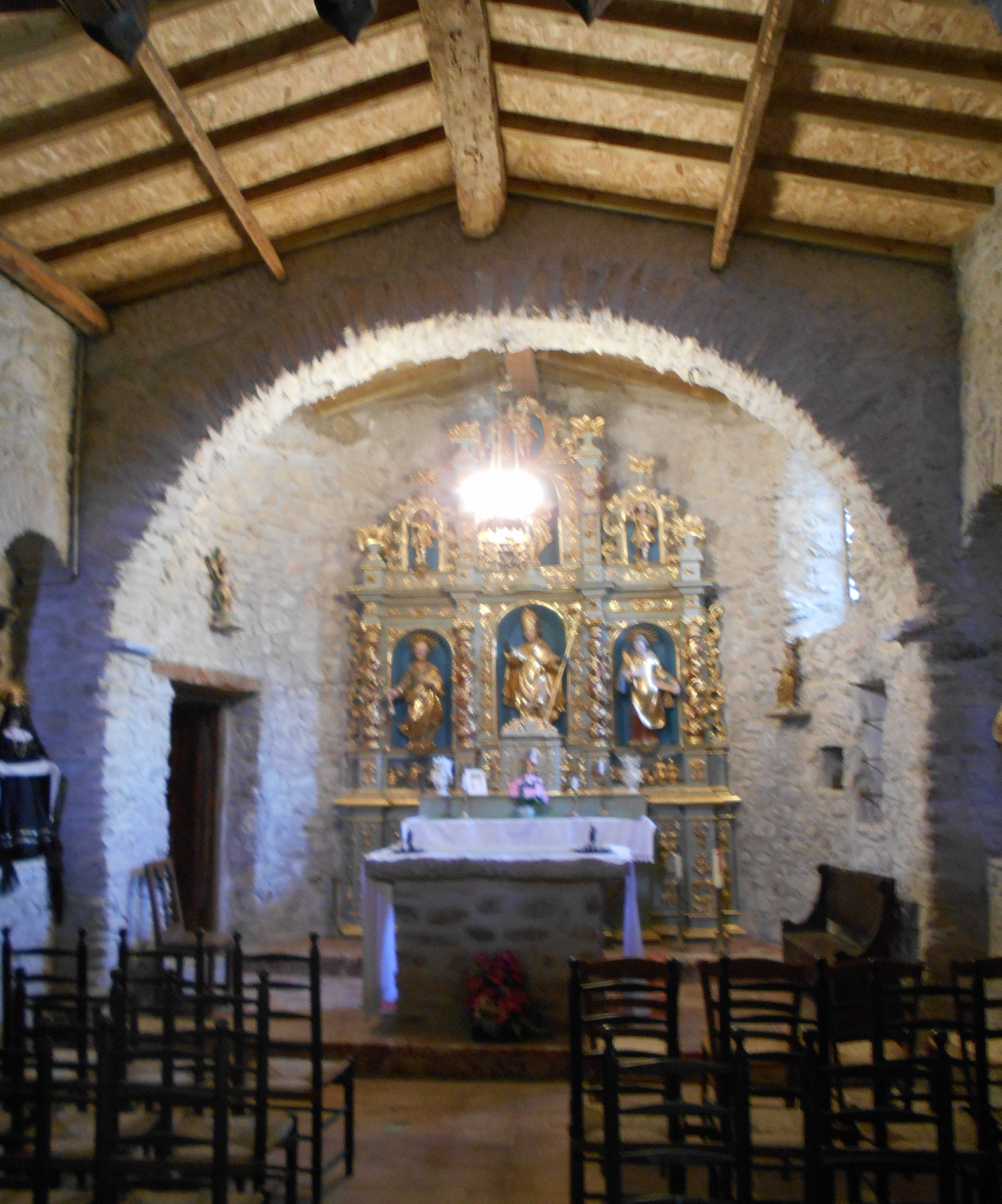
Absis i retaule

Malgrat que per les seves característiques és clarament anterior, el primer esment d'aquesta església és del 1348, en un document on consta el seu rector: Tolosa Imbert.
Inicialment era consagrada a Sant Salvador; l'advocació canvià vers l'any 1590. També són presents a l'església nombroses imatges de sant Esteve màrtir, atès que va recollir imatgeria, i possiblement com a segona, l'advocació, de Sant Esteve de Pomers.

## L'edifici
És una església romànica molt modificada. Conserva de l'edifici original el sector de ponent, amb la porta de mig punt feta amb dovelles llargues i estretes, a la façana sud. Damunt de la porta hi ha una finestra d'una sola esqueixada, que fou tapiada per la part interior. Una altra finestra es troba a la façana de ponent, damunt de la qual hi ha un petit campanar d'espadanya. Les parts romàniques conservades presenten un aparell del segle xi.
L'església conserva imatgeria barroca dels sants patrons, així com de sant Pere, i nombrosos objectes de culte, sobretot d'època barroca.